# Wagner Augusto
Wagner Augusto é um ilustrador, jornalista, editor e pesquisador brasileiro de histórias em quadrinhos. 

## Biografia
Inicou a carreira aos 16 anos produzindo cartuns para a editora Pan Juvenil.
Em meados da década de 1970, foi editor da revista Klik da EBAL. Em 1978, coordenou o Projeto Tiras da Editora Abril, dirigido por Ruy Perotti, o Projeto Tiras era um planejamento de um syndicate de distribuição de tiras de jornal brasileiras.
Fundou na década de 1980 a editora CLUQ, dedicada principalmente à publicação de quadrinhos. Em 1996, criou, ao lado de Antônio Luiz Cagnin, a revista Phenix, dedicada a estudos da linguagem dos quadrinhos e da arte gráfica. Por causa da revista, Wagner Augusto ganhou o Prêmio Vladimir Herzog de Direitos Humanos em 1996 e, no ano seguinte, o prêmio de "grande contribuição" no 9º Troféu HQ Mix.